# Sol, vind och vatten (sång)
Sol, vind och vatten är en naturromantisk balladlåt med text av Kenneth Gärdestad och musik av Ted Gärdestad, vilken ursprungligen spelades in av Lena Andersson och släpptes på singel i oktober 1972. Ted Gärdestad framförde den på albumet Ted 1973. Av vers 2 framgår Jesu födelse som tema, men sången är i Sverige starkt förknippad med sommar och inte jul. Många brukar inte tolka "dig" som Gud eller Jesus, utan en människa.
Termen "Sol, vind och vatten" användes senare under 1970- och 80-talen samt tidigt 90-tal, inspirerat av sångens namn, ibland i den politiska samhällsdebatten av motståndare till kärnkraft för att tala om vilka energikällor de såg som alternativ. En berömd ramsa om detta, där dock inte "vatten" fanns med, som kärnkraftsmotståndarna ropade löd:
- -Vad skall väck? -Barsebäck!
- -Vad skall in? -Sol och vind!

I Framåt fredag framfördes en text, skriven av Peter Sundblad och Lars Gunnar Övermyr, till denna melodi med energipoliskt tema.

## Listplaceringar
| Lista (2022) | Topplacering |
| ------------ | ------------ |
| Sweden       | 6            |

## Publikation
- Barnens svenska sångbok, 1999, under rubriken "Gladsång och poplåt"